# Tổ chức Quân đội Việt Nam Cộng hòa
Tổ chức Quân đội Việt Nam Cộng hòa (từ năm 1964 cải danh thành Quân lực Việt Nam Cộng hòa) là cơ cấu tổ chức lực lượng vũ trang của chính thể Việt Nam Cộng hòa, tồn tại từ 1955 đến 1975. Tiền thân là Quân đội Quốc gia Việt Nam trong Liên hiệp Pháp (1948-1955), trong 20 năm lịch sử tồn tại, với sự hỗ trợ mạnh mẽ của chính quyền Mỹ, Quân đội Việt Nam Cộng hòa liên tục tăng trưởng về quy mô lẫn trang bị hiện đại, từng được truyền thông phương Tây đánh giá là một lực lượng quân đội mạnh được xếp hạng cao trong khu vực Đông Nam Á và Quốc tế. Quân đội Việt Nam Cộng hòa được tổ chức tốt, được huấn luyện kỹ, chiến thuật hiện đại, được sự phối hợp của quân đồng minh, nhưng trong cuộc chiến chống lại lực lượng quân sự cộng sản, đã bộc lộ nhược điểm cồng kềnh và không phù hợp với hình thái tác chiến để chống một đối thủ có tư duy quân sự linh hoạt, có quyết tâm chính trị cao, tổ chức gọn nhẹ. Đặc biệt, hình thái tác chiến rập khuôn quân đội Mỹ, phụ thuộc hoàn toàn vào viện trợ, kể từ sau Hiệp định Paris 1973, khi nguồn việc trợ bị cắt giảm và không còn sự hỗ trợ của quân Mỹ, Quân đội Việt Nam Cộng hòa nhanh chóng bộc lộ những nhược điểm chí mạng, dẫn đến sự sụp đổ nhanh chóng đầu năm 1975.

## Giai đoạn Đệ nhất Cộng hòa (1955-1963)
Sau Cuộc trưng cầu dân ý miền Nam Việt Nam, 1955, Thủ tướng Ngô Đình Diệm tuyên bố thành lập Việt Nam Cộng hòa và giữ vai trò nguyên thủ. Quân đội Quốc gia Việt Nam cũng được chuyển đổi thành Quân đội Việt Nam Cộng hòa, đồng thời hệ thống tổ chức quân đội cũng được cải biến và bổ sung cho phù hợp với sự phát triển của hình thái một quân đội quốc gia độc lập.

### Cơ quan lãnh đạo tối cao
Lãnh đạo tối cao của Quân đội Việt Nam Cộng hòa là Tổng thống Việt Nam Cộng hòa, giữ vai trò là Tổng Tư lệnh Quân đội với thực quyền. Giúp việc cho Tổng thống về mặt quân sự là cơ quan Tham mưu biệt bộ trực thuộc Phủ Tổng thống, đứng đầu là một Tham mưu trưởng
Cũng cùng năm này Bộ Tổng Tham mưu không còn tuỳ thuộc vào Quân đội Liên hiệp Pháp. Sau đó từng giai đoạn đã cải biến và bổ sung hệ thống tổ chức của quân đội.

### Quân đội Việt Nam Cộng hòa
-Tổng thống là Tổng Tư lệnh Quân đội
- Trực thuộc Phủ Tổng thống:

1. Tham mưu Biệt bộ
2. Bộ trưởng Phụ tá Quốc phòng
3. Văn phòng Đổng lý

- Trực thuộc Bộ Quốc phòng:

| STT | Tổng, Bộ                   | STT | Nha, Sở                |
| --- | -------------------------- | --- | ---------------------- |
| 1   | Tổng Giám đốc Hành ngân kế | 1   | Nha Nhân viên          |
| 2   | Tổng Thanh tra Quân phí    | 2   | Nha Quân pháp          |
| 3   | Tổng Thanh tra Quân đội    | 3   | Nha Hiến binh          |
| 4   | Bộ Tổng Tham mưu           | 4   | Nha Chiến tranh Tâm lý |
|     |                            | 5   | Nha An ninh Quân đội   |
|     |                            | 6   | Nha Cựu chiến binh     |
|     |                            | 7   | Nha Địa dư             |
|     |                            | 8   | Nha Xã hội             |
|     |                            | 9   | Nha Quân nhu           |
|     |                            | 10  | Nha Quân cụ            |
|     |                            | 11  | Nha Quân y             |
|     |                            | 12  | Nha Công binh          |
|     |                            | 13  | Nha Quân bưu           |
|     |                            | 14  | Nha Quân y             |
|     |                            | 15  | Nha Truyền tin         |

- Trực thuộc Bộ Tổng Tham mưu:

| STT | Bộ Tư lệnh, Phòng, Sở         | STT | Bộ chỉ huy, Trường Quân sự        | STT | Quân khu, Sư đoàn  |
| --- | ----------------------------- | --- | --------------------------------- | --- | ------------------ |
| 1   | Bộ Tư lệnh Hành quân          | 1   | Bộ Chỉ huy Viễn thông             | 1   | Đệ Nhất Quân khu   |
| 2   | Bộ Tư lệnh Không quân         | 2   | Bộ Chỉ huy Thông vận binh         | 2   | Đệ Nhị Quân khu    |
| 3   | Bộ Tư lệnh Hải quân           | 3   | Bộ Chỉ huy Pháo binh              | 3   | Đệ Tam Quân khu    |
| 4   | Bộ Tư lệnh Lực lượng Đặc biệt | 4   | Bộ Chỉ huy Thiết giáp binh        | 4   | Đệ Tứ Quân khu     |
| 5   | Phòng 1                       | 5   | Bộ Chỉ huy Biệt động quân         | 5   | Đệ Ngũ Quân khu    |
| 6   | Phòng 2                       | 6   | Liên đoàn Nhảy dù                 | 6   | Sư đoàn 1 Bộ binh  |
| 7   | Phòng 3                       | 7   | Liên đoàn Thủy quân Lục chiến     | 7   | Sư đoàn 2 Bộ binh  |
| 8   | Phòng 4                       | 8   | Trường Đại học Quân sự            | 8   | Sư đoàn 5 Bộ binh  |
|     |                               | 9   | Trường Võ bị Quốc gia Đà Lạt      | 9   | Sư đoàn 7 Bộ binh  |
|     |                               | 10  | Liên trường Võ khoa Thủ Đức       | 10  | Sư đoàn 9 Bộ binh  |
|     |                               | 11  | Trường Hạ sĩ quan Đồng Đế         | 11  | Sư đoàn 21 Bộ binh |
|     |                               | 12  | Các Trường Chuyên môn Quân sự     | 12  | Sư đoàn 22 Bộ binh |
|     |                               | 13  | Các Trung tâm Huấn luyện Quốc gia | 13  | Sư đoàn 23 Bộ binh |
|     |                               | 14  | Các Trung tâm Huấn luyện Quân khu | 14  | Sư đoàn 25 Bộ binh |

## Giai đoạn Đệ Nhị Cộng hòa (1963-1975)
Cuối năm 1963, các tướng lãnh trong Quân đội Việt Nam Cộng hòa cầm đầu và thực hiện thành công Cuộc đảo chính lật đổ và sát hại Tổng thống Ngô Đình Diệm cùng bào đệ Ngô Đình Nhu. Từ đây bắt đầu phôi thai nền Đệ Nhị Cộng hòa. Cùng thời điểm, Chính quyền Cách mạng được sự cố vấn và viện trợ của Hoa Kỳ, đã cải tổ và bổ sung quân đội phát triển quy mô hơn, đồng thời cải danh Quân đội Việt Nam Cộng hòa thành Quân lực Việt Nam Cộng hòa.

### Quân lực Việt Nam Cộng hòa
-Tổng thống Lãnh đạo Quốc gia và Tổng Tư lệnh Quân lực
-Thủ tướng Chính phủ Hành pháp Trung ương
-Tổng trưởng Quốc phòng
- Trực thuộc Phủ Tổng thống:

1. Phủ Đặc uỷ Tình báo Trung ương
2. Lữ đoàn Liên binh Phòng vệ Phủ Tổng thống

- Trực thuộc Bộ Quốc phòng:

1. Bộ Tổng Tham mưu
2. Tổng nha Tài chính và Thanh tra Quân phí
3. Tổng nha Nhân lực
4. Nha Đổng lý
5. Nha Quân pháp
6. Nha Quân sản
7. Nha Địa dư
8. Trường Cao đẳng Quốc phòng

- Lãnh đạo Bộ Tổng Tham mưu:

1. Tổng Tham mưu trưởng
2. Tổng Tham mưu phó
3. Phụ tá Đặc trách Hành quân
4. Tham mưu trưởng Liên quân
5. Tham mưu phó Nhân viên
6. Tham mưu phó Tiếp vận

- Trực thuộc Bộ Tổng Tham mưu

| STT | Phòng, Sở, Tổng cục            | STT | Bộ Tư lệnh, Bộ Chỉ huy                  | STT | Quân đoàn, Sư đoàn          |
| --- | ------------------------------ | --- | --------------------------------------- | --- | --------------------------- |
| 1   | Phòng 1                        | 1   | Tổng Thanh tra Quân lực                 | 1   | Quân đoàn I và Quân khu 1   |
| 2   | Phòng 2                        | 2   | Bộ Tư lệnh Lực lượng Đặc biệt           | 2   | Quân đoàn II và Quân khu 2  |
| 3   | Phòng 3                        | 3   | Bộ Tư lệnh Không quân                   | 3   | Quân đoàn III và Quân khu 3 |
| 4   | Phòng 5                        | 4   | Bộ Tư lệnh Hải quân                     | 4   | Quân đoàn IV và Quân khu 4  |
| 5   | Phòng 6                        | 5   | Sư đoàn Nhảy dù                         | 5   | Biệt khu Thủ đô             |
| 6   | Phòng 7                        | 6   | Sư đoàn Thủy quân Lục chiến             | 6   | Sư đoàn 1 Bộ binh           |
| 7   | Phòng Tổng Quản trị            | 7   | Bộ Chỉ huy Biệt động quân               | 7   | Sư đoàn 2 Bộ binh           |
| 8   | Trung tâm Hành quân            | 8   | Liên đoàn 81 Biệt cách dù               | 8   | Sư đoàn 3 Bộ binh           |
| 9   | Tổng Hành dinh                 | 9   | Bộ Chỉ huy Thiết giáp                   | 9   | Sư đoàn 5 Bộ binh           |
| 10  | Đoàn Nữ Quân nhân              | 10  | Bộ Chỉ huy Pháo binh                    | 10  | Sư đoàn 7 Bộ binh           |
| 11  | Tổng cục Tiếp vận              | 11  | Bộ Chỉ huy Quân cảnh                    | 11  | Sư đoàn 9 Bộ binh           |
| 12  | Tổng cục Quân huấn             | 12  | Bộ Tư lệnh Địa phương quân & Nghĩa quân | 12  | Sư đoàn 18 Bộ binh          |
| 13  | Tổng cục Chiến tranh Chính trị |     |                                         | 13  | Sư đoàn 21 Bộ binh          |
| 14  | Nha Kỹ thuật Bộ Tổng Tham mưu  |     |                                         | 14  | Sư đoàn 22 Bộ binh          |
|     |                                |     |                                         | 15  | Sư đoàn 23 Bộ binh          |
|     |                                |     |                                         | 16  | Sư đoàn 25 Bộ binh          |
|     |                                |     |                                         | 17  | Năm Đặc khu                 |
|     |                                |     |                                         | 18  | Bốn mươi bốn Tiểu khu       |

## Phù hiệu, Kỳ hiệu Cơ quan và đơn vị
| Phù hiệu Kỳ hiệu | Tên gọi                        | Phù hiệu Kỳ hiệu | Tên gọi                       |
| ---------------- | ------------------------------ | ---------------- | ----------------------------- |
|                  | Quân kỳ Quân lực VNCH          |                  | Kỳ hiệu Tổng Tư lệnh Quân lực |
|                  | Bộ Quốc phòng                  |                  | Nha Kỹ thuật                  |
|                  | Bộ Tổng Tham mưu               |                  | Kỳ hiệu Tổng Tham mưu trưởng  |
|                  | Tổng cục Chiến tranh Chính trị |                  | Đoàn Nữ Quân nhân             |
|                  | Quân chủng Không quân          |                  | Kỳ hiệu Bộ Tư lệnh Không quân |
|                  | Quân chủng Hải quân            |                  | Kỳ hiệu Bộ Tư lệnh Hải quân   |
|                  | Binh chủng Lực lượng Đặc biệt  |                  | Binh chủng Biệt cách dù       |
|                  | Binh chủng Nhảy dù             |                  | Kỳ hiệu Binh chủng Nhảy dù    |
|                  | Binh chủng Thủy quân Lục chiến |                  | Kỳ hiệu Thủy quân Lục chiến   |
|                  | Binh chủng Biệt động quân      |                  | Kỳ hiệu Biệt động quân        |
|                  | Binh chủng Thiết giáp          |                  | Binh chủng Pháo binh          |
|                  | Binh chủng Quân cảnh           |                  | Địa phương quân & Nghĩa quân  |
|                  | Quân đoàn I và Quân khu 1      |                  | Kỳ hiệu Quân đoàn I           |
|                  | Quân đoàn II và Quân khu 2     |                  | Kỳ hiệu Quân đoàn II          |
|                  | Quân đoàn III và Quân khu 3    |                  | Kỳ hiệu Quân đoàn III         |
|                  | Quân đoàn IV và Quân khu 4     |                  | Kỳ hiệu Quân đoàn IV          |
|                  | Biệt khu Thủ đô                |                  | Liên đoàn An ninh Thủ đô      |
|                  | Sư đoàn 1 Bộ binh              |                  | Sư đoàn 5 Bộ binh             |
|                  | Sư đoàn 2 Bộ binh              |                  | Kỳ hiệu Sư đoàn 2 Bộ binh     |
|                  | Sư đoàn 3 Bộ binh              |                  | Kỳ hiệu Sư đoàn 3 Bộ binh     |
|                  | Sư đoàn 7 Bộ binh              |                  | Kỳ hiệu Sư đoàn 7 Bộ binh     |
|                  | Sư đoàn 9 Bộ binh              |                  | Kỳ hiệu Sư đoàn 9 Bộ binh     |
|                  | Sư đoàn 18 Bộ binh             |                  | Sư đoàn 21 Bộ binh            |
|                  | Sư đoàn 22 Bộ binh             |                  | Kỳ hiệu Sư đoàn 23 Bộ binh    |
|                  | Kỳ hiệu Sư đoàn 25 Bộ binh     |                  |                               |

## Kỳ hiệu Cơ sở đào tạo và huấn luyện
| Kỳ hiệu | Tên gọi                                           | Kỳ hiệu | Tên gọi                                      |
| ------- | ------------------------------------------------- | ------- | -------------------------------------------- |
|         | Trường Cao đẳng Quốc phòng                        |         | Trường Chỉ huy và Tham mưu                   |
|         | Đại học Chiến tranh Chính trị Đà Lạt              |         | Trường Võ bị Quốc gia Đà Lạt                 |
|         | Trường Sĩ quan Trừ bị Thủ Đức                     |         | Trường Hạ sĩ quan Đồng Đế Nha Trang          |
|         | Trường Chỉ huy và Tham mưu Trung cấp Không quân   |         | Trường Thiếu sinh quân Vũng Tàu              |
|         | Trường Nữ Quân nhân                               |         | Trường Thiết giáp Kỵ binh                    |
|         | Trường Quân y                                     |         | Trường Công binh                             |
|         | Trường Pháo binh - Dục Mỹ                         |         | Trường Quân cảnh                             |
|         | Trung tâm Huấn luyện Chiến tranh Chính trị        |         | Trung tâm Huấn luyện Không quân - Nha Trang  |
|         | Trung tâm Huấn luyện Hải quân Nha Trang           |         | Trung tâm Huấn luyện Quốc gia Quang Trung    |
|         | Trung tâm Huấn luyện Quốc gia Vạn Kiếp            |         | Trung tâm Huấn luyện Nhảy Dù Vương Mộng Hồng |
|         | Trung tâm Huấn luyện Thủy quân Lục chiến Rừng Cấm |         | Trung tâm Huấn luyện Biệt động quân - Dục mỹ |

## Giai đoạn sụp đổ
Ngày 30 tháng 4 năm 1975, tướng Dương Văn Minh, Tổng thống thứ ba của nền Đệ Nhị Cộng hòa và cũng là Tổng thống cuối cùng của miền Nam Việt Nam đã đầu hàng đối phương dẫn đến sự cáo chung của Chính thể Việt Nam Cộng hòa sau 20 năm tồn tại. Tổ chức Quân lực Việt Nam Cộng hòa cũng tan rã theo.